# Škoda 7Ev
Škoda 7Ev ist die Typenbezeichnung für eine Baureihe niederfluriger elektrischer Triebzüge des tschechischen Herstellers Škoda Vagonka, einem Tochterunternehmen der Škoda Transportation a. s. Škoda vermarktet die Baureihe unter der Bezeichnung „RegioPanter“ bzw. „InterPanter“ für die Fernverkehrsversion.
Erstkunde für diese Fahrzeuge ist das staatliche tschechische Eisenbahnverkehrsunternehmen České dráhy (ČD), das im Jahr 2011 insgesamt 19 Triebzüge verschiedener Konfiguration orderte. Die ersten beiden Prototypen wurden am 3. November 2011 am Stammsitz von Škoda in Plzeň der Öffentlichkeit präsentiert.
Spätere Bestellungen der RegioPanter sind Weiterentwicklungen der 7Ev und werden als solche beispielsweise mit 16Ev oder 21Ev bezeichnet.

## Technische Merkmale

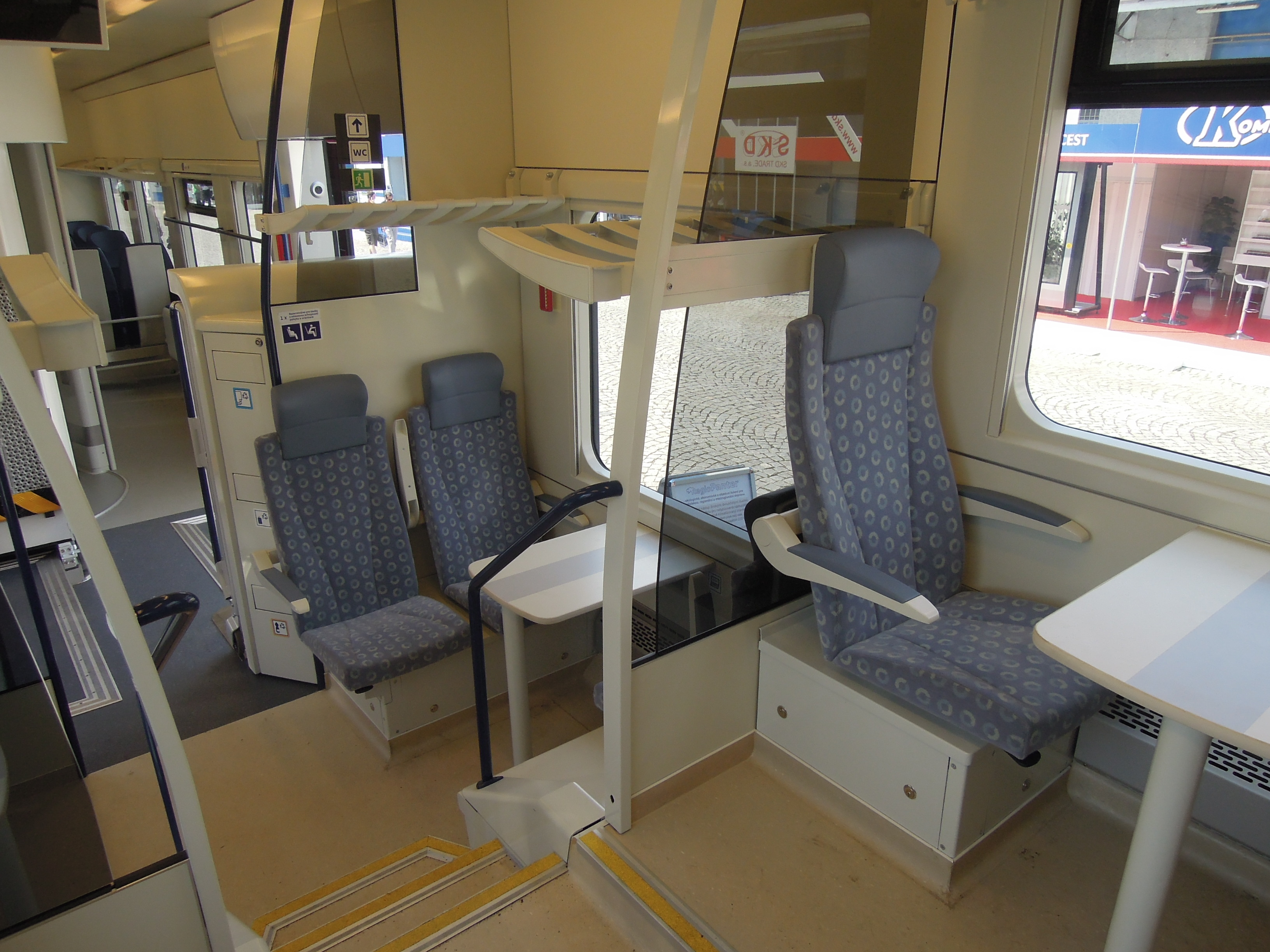
Innenraum eines RegioPanters der ČD-Baureihe 650.0

Die kleinste betriebliche Einheit der Reihe 7Ev besteht aus zwei kurzgekuppelten Triebwagen, die jeweils nur an einem Ende einen Führerstand besitzen. Möglich sind Konfigurationen als zwei-, drei- und vierteilige Einheit. In einem Werbeprospekt werden außerdem fünf- und sechsteilige Konfigurationen genannt. 65 Prozent des Fahrgastraumes sind niederflurig ausgeführt. Die Einstiegshöhe der Niederflureinstiege ist auf 550 mm über Schienenoberkante bemessen.
Die Öffnung der Türen ist 1500 mm oder 1300 mm breit.
Der Wagenkasten besteht bis auf die Führerstände aus großflächig gezogenen Aluminiumprofilen. Jeder Triebwagen besitzt ein Trieb- und ein Laufdrehgestell.
Nach einer Ankündigung im April 2016 sollen die Züge der ČD mit ETCS ausgerüstet werden.

### Elektrischer Teil
Die Fahrzeuge für den Betrieb mit 25 kV verfügen über einen Siemenstransformator Typ EFAT6145(7EV), der eine Leistung von 2 × 640 kVA aufweist. Die Ausgangsspannung beträgt 1878 V, die Ausgangsstromstärke 341 A. Zusammen mit der Kühlflüssigkeit wiegt der Transformator 2,8 t. Die Drehstrom-Fahrmotoren vom Typ Škoda ML 3942 K/4 erreichen eine Leistung von je 340 kW. Die Rückspeisung von Bremsenergie in die Fahrleitung ist vorgesehen. Die elektrische und pneumatische Ausrüstung wurde auf dem Dach angeordnet.

### Akkumulatortriebwagen

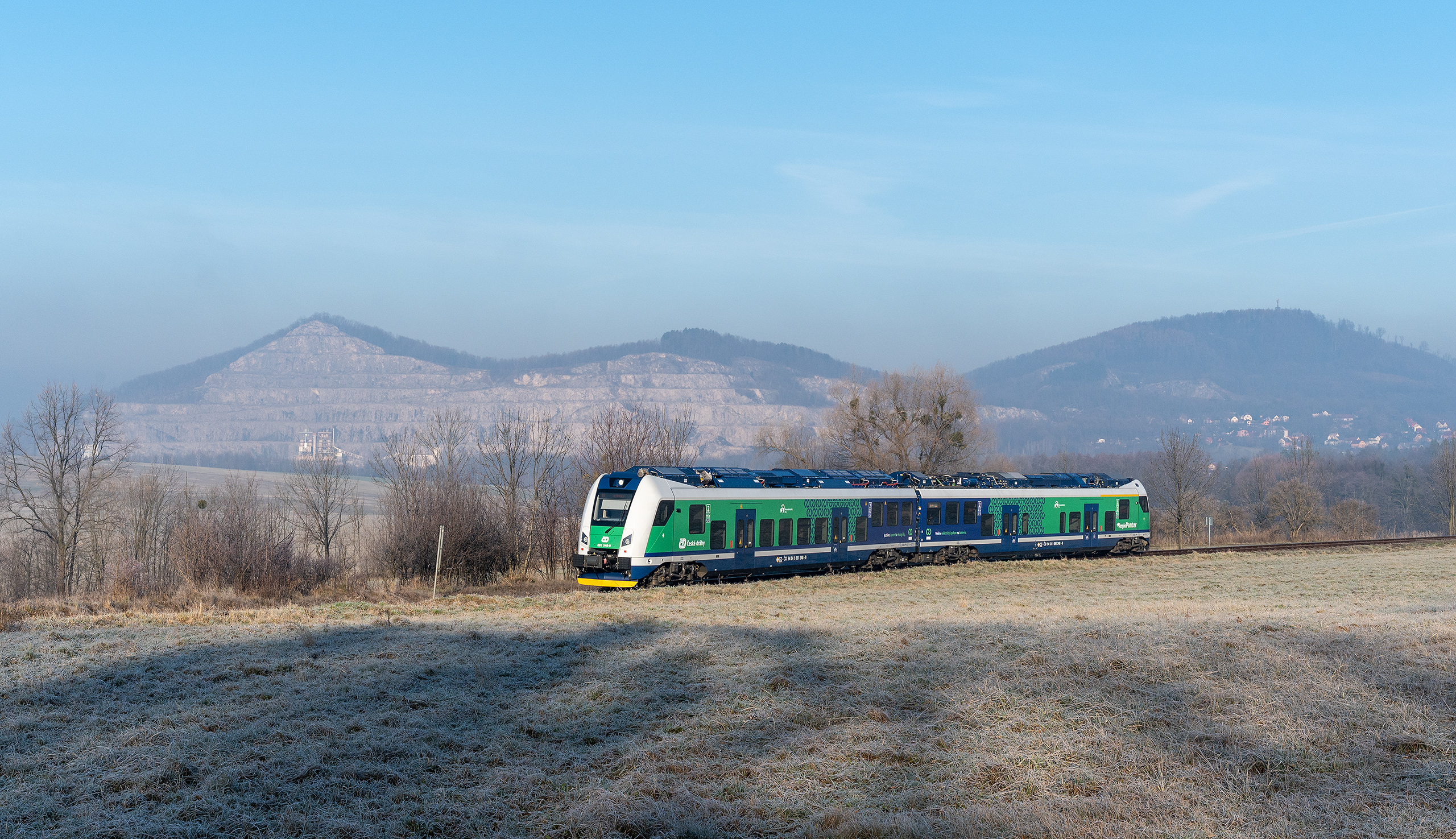
Baureihe 690.2 im Batteriebetrieb

Für den Betrieb auf Strecken ohne elektrische Fahrleitung werden die Fahrzeuge auch mit zusätzlicher Traktionsbatterie angeboten. Dafür sind zur üblichen elektrischen Ausrüstung drei LTO-Akkumulatoren auf dem Dach eingebaut. Die Reichweite im Akkumulatorbetrieb soll mindestens 80 Kilometer betragen. Im Mai 2024 wurden Probefahrten mit dem Triebzug 690 247 durchgeführt. Seit dem Dezember 2024 sind vier Züge im Einsatz. Die Batteriefahrzeuge sind rund 1,4 Millionen Euro teurer als die reinen Oberleitungsfahrzeuge.
Der Moravskoslezský kraj als ÖPNV-Aufgabenträger bestellte im Jahr 2024 15 Fahrzeuge. Die zweiteiligen Züge mit einer Dauerleistung von 1360 kW erhalten 150 Sitzplätze, davon acht in der 1. Klasse.

## Bestellungen

### Tschechien

#### Regionalverkehr
Die ersten Fahrzeuge des Typs 7Ev erhielt die ČD. Am 14. Januar 2011 orderten die ČD insgesamt 15 dreiteilige und 4 zweiteilige Züge für 2,511 Milliarden Kč. 40 Prozent der Kaufsumme wurden über ein regionales Förderprogramm der Europäischen Union finanziert. Das erste Fahrzeug wurde im November 2011 vorgestellt. Die Fahrzeuge wurden im Zeitraum ab dem zweiten Halbjahr 2012 bis Ende 2014 an die ČD ausgeliefert. Im September 2012 wurde der Prototyp 440 001 auf der InnoTrans in Berlin ausgestellt. Seit dem Herbst 2012 kommen die neuen Fahrzeuge auf der Linie U1 (Děčín hl. n.–Most) planmäßig zum Einsatz und ersetzten dort die bislang verkehrenden lokomotivbespannten Garnituren.
Im September 2017 orderten die ČD weitere neun Einheiten der zweiteiligen Baureihe 650, die ab Ende 2018 auf der Strecke Plzeň–Horažďovice zum Einsatz kommen sollen. Die Triebzüge der Baureihe 440, die im Ústecký kraj eingesetzt werden, wurden zu Zweisystemeinheiten der Baureihe 640 umgebaut. Begründet ist das vor allem mit der Elektrifizierung der Strecke Kadaň-Prunéřov–Kadaň mit Wechselspannung 25 kV und 50 Hz und dem schon länger geplanten Durchlauf der Züge von Děčín.
Im Dezember 2019 unterzeichnete der Jihomoravský kraj einen Vertrag zur Lieferung von 31 vierteiligen (18Ev) und 6 zweiteiligen (19Ev) Triebzügen für den Einsatz im Ballungsraumverkehr um Brünn, die dort die überalterten Züge der Reihe 560 ersetzen sollen. Die Vereinbarung hat ein finanzielles Volumen von 6,5 Milliarden Kronen.
Im gleichen Jahr unterzeichneten die ČD einen Auftrag über bis zu 50 Zweiwagenzüge, die schließlich als Baureihe 650.2 bestellt und ab 2020 ausgeliefert wurden. 2023 beschlossen die ČD und Škoda, die vier letzten Züge der Serie zusätzlich zur regulären Zweisystemausrüstung mit Traktionsbatterien auszurüsten. Sie erhielten die Baureihenbezeichnung 690.2 und sind seit Dezember 2024 auch auf nicht elektrifizierten Strecken im Osten Tschechiens im Einsatz.
Im November 2020 schloss die ČD einen Rahmenvertrag im Wert von umgerechnet etwa 360 Millionen Euro über maximal 60 Dreiwagenzüge der Baureihe 640.2 ab. In einem ersten Abruf wurden 29 Züge bestellt. Sie werden seit 2023 ausgeliefert. Die Züge besitzen rund 240 Sitzplätze und erhalten das europäische Zugsicherungssystem ETCS.
Im Dezember 2021 riefen die ČD weitere 31 dreiteilige Einheiten aus dem Rahmenvertrag mit Škoda Transportation ab, welche für die Regionen Mittelböhmen, Ústí nad Labem und Hradec Králové vorgesehen sind. Damit sind die beiden insgesamt 110 Einheiten umfassenden Rahmenverträge vollständig ausgeschöpft.
22 Züge der Baureihe 640.2 (640 234–255) sind für das PID-Netz um Prag vorgesehen und erhielten die grau-rote PID-Farbgebung. Sie besitzen 16 Sitzplätze in der 1. Klasse und damit doppelt so viele wie die RegioPanter der anderen Regionen. Insgesamt sind 225 Sitze eingebaut.
| Baureihe | Nummern    | Bild | Stückzahl                                   | Baujahre        | Konfiguration | Stromsystem         | Anmerkungen                                                                                      |
| -------- | ---------- | ---- | ------------------------------------------- | --------------- | ------------- | ------------------- | ------------------------------------------------------------------------------------------------ |
| 440.0    | -          |      | 12 (inzwischen zur Baureihe 640.1 umgebaut) | 2012–2014       | dreiteilig    | 3 kV=               | Wurden 2021/2022 mehrsystemfähig (3 kV= und 25 kV, 50 Hz~) und damit zur Baureihe 640.1 umgebaut |
| 530      |            |      | 31                                          | 2022            | vierteilig    | 25 kV, 50 Hz~       |                                                                                                  |
| 550      |            |      | 6                                           | 2022            | zweiteilig    | 25 kV, 50 Hz~       |                                                                                                  |
| 640.0    |            |      | 8                                           | 2012–2014       | dreiteilig    | 3 kV= 25 kV, 50 Hz~ |                                                                                                  |
| 640.1    | 101–112    |      | 12                                          | Umbau 2021/2022 | dreiteilig    | 3 kV= 25 kV, 50 Hz~ | Umbau der 12 Triebwagen der Baureihe 440.0                                                       |
| 640.2    | 201–260    |      | 60                                          | 2022–2024       | dreiteilig    | 3 kV= 25 kV, 50 Hz~ |                                                                                                  |
| 650.0    |            |      | 17                                          | 2012–2018       | zweiteilig    | 3 kV= 25 kV, 50 Hz~ |                                                                                                  |
| 650.2    | 201–246    |      | 46                                          | 2021–2024       | zweiteilig    | 3 kV= 25 kV, 50 Hz~ |                                                                                                  |
| 690.2    | 247–250, ? |      | 19 (in Auslieferung)                        | 2024            | zweiteilig    | 3 kV= 25 kV, 50 Hz~ | zweiteilig mit zusätzlichem LTO-Akkumulator                                                      |

#### Fernverkehr
Im August 2014 bestellte die ČD zudem 14 Einheiten für den innerstaatlichen Fernverkehr. Der Auftrag umfasst zehn fünfteilige und vier dreiteilige Triebzüge mit einer Höchstgeschwindigkeit von 160 km/h, die unter beiden in Tschechien vorhandenen Stromsystemen einsetzbar sein werden. Die erste Einheit wurde am 25. Juni 2015 in Velim vorgestellt. Im Gegensatz zu den Regionalbaureihen werden die Züge von ČD und Škoda als „InterPanter“ beworben. Am 4. November 2015 nahmen die ersten Triebzüge den planmäßigen Betrieb auf der Strecke Olomouc – Přerov – Břeclav – Brno auf.
| ČD-Baureihe | Bild | Stückzahl | Konfiguration | Stromsystem         |
| ----------- | ---- | --------- | ------------- | ------------------- |
| 660.0       |      | 4         | dreiteilig    | 3 kV= 25 kV, 50 Hz~ |
| 660.1       |      | 10        | fünfteilig    | 3 kV= 25 kV, 50 Hz~ |

#### RegioJet
Im Mai 2024 bestellte RegioJet 23 RegioPanter, die ab 2026 im Regionalverkehr um Ústí nad Labem eingesetzt werden sollen. Die 15 Zweiwagen- und 8 Dreiwagenzüge können 160 km/h erreichen und werden mit ETCS ausgestattet. Sie sind 53 beziehungsweise 80 Meter lang und bieten 142 oder 228 Sitzplätze. Für die Fahrgäste sind WLAN, Steckdosen und USB-Ladebuchsen verfügbar.

### Deutschland
Das Eisenbahnverkehrsunternehmen National Express hatte sich an der Ausschreibung für den Betrieb der S-Bahn Nürnberg ab 2018 beteiligt und dafür 38 fünfteilige Züge mit 425 Sitzplätzen bei Škoda geordert. Der Auftrag hatte einen Umfang von rund 360 Mio. €. Anfang Februar 2015 gab die Bayerische Eisenbahngesellschaft den Gewinn für beide Lose bekannt. Es wurde jedoch Einspruch seitens des Mitbewerbers eingelegt. In dessen Folge gab National Express im Oktober 2016 bekannt, dass aufgrund der Verzögerungen beim Vergabeverfahren eine fristgerechte Aufnahme des Betriebes nicht möglich sei und man sich deshalb als Betreiber der Nürnberger S-Bahn zurückziehe. Der Auftrag für Škoda wurde storniert.

### Slowakei

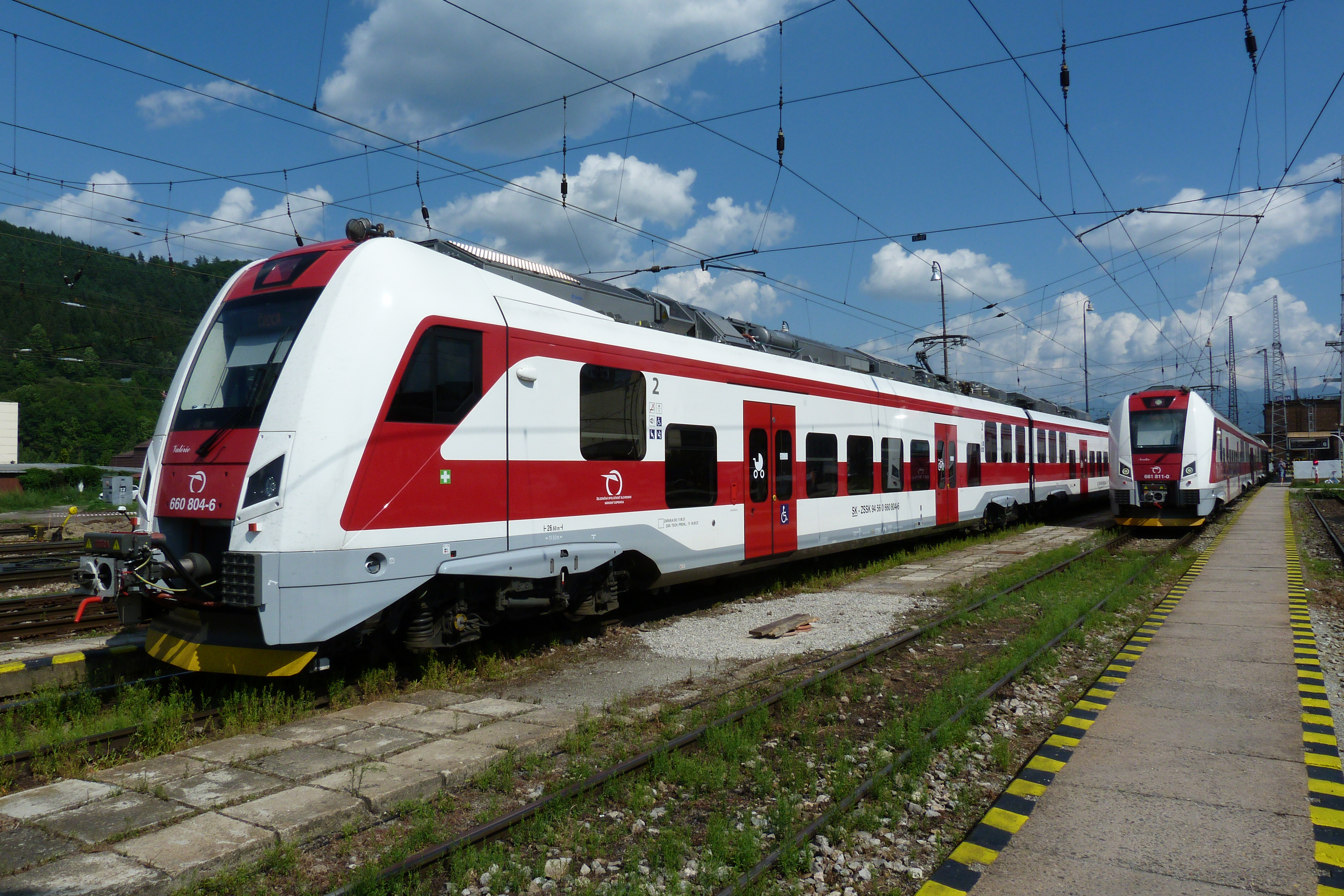
Einheiten der Reihen 660 und 661 in Žilina

Das staatliche slowakische Eisenbahnverkehrsunternehmen Železničná spoločnosť Slovensko (ZSSK) bestellte im März 2018 insgesamt 25 Triebzüge für den Regionalverkehr, die in Zusammenarbeit mit dem slowakischen Eisenbahnausbesserungswerk ŽOS Trnava gebaut werden sollten. Geordert wurden 13 dreiteilige Züge mit 247 Sitzplätzen und 12 vierteilige Züge mit 343 Sitzplätzen in Zweisystemausführung (3 kV Gleichspannung / 25 kV, 50 Hz Wechselspannung) und mit einer Höchstgeschwindigkeit von 160 km/h. Der Vertrag hat ein Volumen von insgesamt 160 Millionen Euro. Die ersten beiden fertiggestellten Triebzüge wurden im Juli 2019 zum Versuchsring Velim überführt.
Seit Dezember 2020 werden die Züge von Žilina aus planmäßig im Regionalverkehr eingesetzt. Zunächst verkehren sie auf den Linien Žilina–Trenčín, Žilina–Čadca–Zwardoń und Žilina–Liptovský Mikuláš.
Im September 2021 bestellte die ZSSK neun Vierwagenzüge mit einer Option auf elf weitere Züge. Fünf Fahrzeuge dieser Option wurden ein Jahr später bestellt, diese Serie ist für die Ostslowakei vorgesehen und soll ab 2025 geliefert werden. Die letzten sechs Panter aus der Option wurden im November 2024 geordert, im Mai 2026 soll das letzte Fahrzeug übergeben werden.
| ZSSK-Baureihe | Bild | Stückzahl | Konfiguration | Stromsystem         |
| ------------- | ---- | --------- | ------------- | ------------------- |
| 660           |      | 32        | vierteilig    | 3 kV= 25 kV, 50 Hz~ |
| 661           |      | 13        | dreiteilig    | 3 kV= 25 kV, 50 Hz~ |

### Lettland

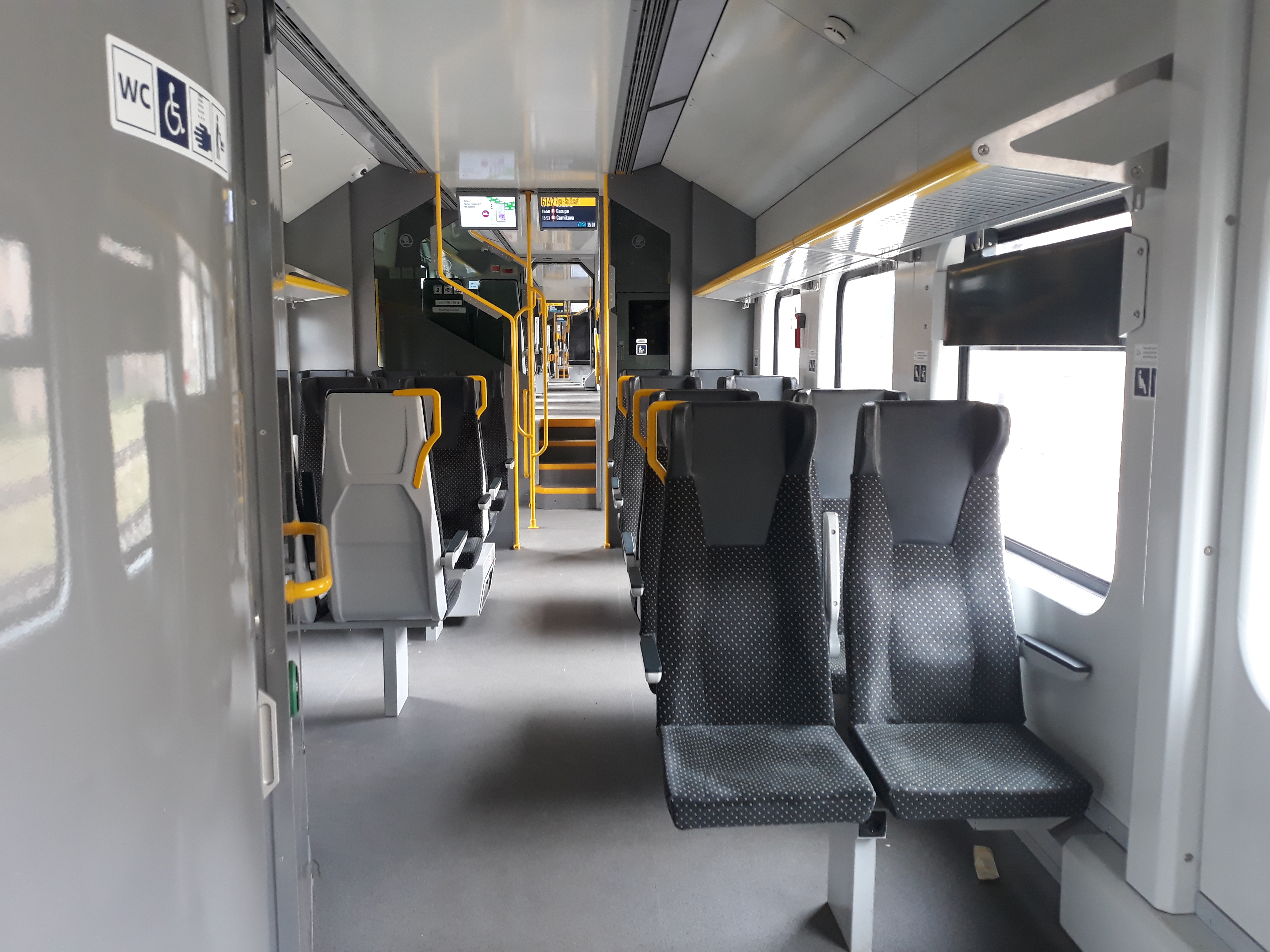
Innenraum eines lettischen RegioPanters

Am 30. Juli 2019 bestellte das staatliche lettische Eisenbahnverkehrsunternehmen Pasažieru Vilciens insgesamt 32 vierteilige Triebzüge des Typs 16Ev, die im Nahverkehr von Riga nach Aizkraukle, Tukums, Skulte und Jelgava eingesetzt werden sollen. Der Vertrag hat ein Volumen von über sechs Milliarden Kronen. Die Lieferung der Züge war in den Jahren 2020 bis 2023 vorgesehen.
Die Vierwagenzüge sind breitspurig, fast 110 Meter lang und 3,43 Meter breit. Das breite Profil erlaubt eine Sitzanordnung von 3+2, sodass 436 Sitzplätze vorhanden sind. Die Züge besitzen zwei Türen pro Wagen und Seite; die Einstiegshöhe der Züge liegt bei 600 Millimetern über der Schienenoberkante.
Der erste Triebzug wurde am 23. Februar 2022 im Werk in Ostrava vorgestellt. In Folge des Kriegs in der Ukraine findet der Transport nicht wie geplant mit der Schiene durch die Ukraine und Belarus, sondern auf der Straße statt. Am 15. Dezember 2023 nahmen die ersten Züge den Fahrplanbetrieb auf.
| Typ  | Bild | Stückzahl | Konfiguration | Länge      | Breite  | Höhe    | Sitzplätze | Leistung   | Höchstgeschwindigkeit | Stromsystem                           |
| ---- | ---- | --------- | ------------- | ---------- | ------- | ------- | ---------- | ---------- | --------------------- | ------------------------------------- |
| 16Ev |      | 32        | vierteilig    | 109 820 mm | 3430 mm | 4575 mm | 436        | 6 × 550 kW | 160 km/h              | 3 kV = 25 kV, 50 Hz ~ nach Umstellung |

### Estland
Die estnische Eisenbahngesellschaft Elron bestellte 2021 sechs breitspurige Dreiwagenzüge. Im Januar 2023 wurde die Option über den Kauf von zehn weiteren Zügen eingelöst. Die RegioPanter des Typs 21Ev werden in zwei Varianten geliefert: Elf Züge sind für längere Strecken vorgesehen und erhalten 236 Sitze, davon 32 in der ersten Klasse, die übrigen fünf haben 263 Sitze, aber keine erste Klasse. Das große Lichtraumprofil Estlands erlaubt einen Sitzteiler von 2+3. Im Fahrgastraum sind Klimaanlage, WLAN und Steckdosen vorhanden. Die Zweisystemzüge können unter 3 kV Gleichspannung und 25 kV/50 Hz Wechselspannung verkehren und erreichen maximal 160 km/h. Die Züge sollen von 2024 bis 2027 ausgeliefert werden. Wie bereits bei den Zügen für Lettland findet der Transport von Tschechien bis Lettland auf der Straße statt.
| Typ  | Bild | Stückzahl | Konfiguration | Stromsystem           |
| ---- | ---- | --------- | ------------- | --------------------- |
| 21Ev |      | 16        | dreiteilig    | 3 kV = 25 kV, 50 Hz ~ |

### Usbekistan
Die Oʻzbekiston Temir Yoʻllari bestellten im Oktober 2023 insgesamt 30 vierteilige Triebzüge mit einem Auftragswert von 320 Mio. €. Der Bau der Triebzüge, die weitestgehend identisch zu den nach Lettland und Estland gelieferten Zügen sein sollen, soll ab 2024 durchgeführt werden, wobei die Produktion hauptsächlich in Ostrava und die Montage in Usbekistan durchgeführt werden sollen.

### Bulgarien
Im September 2024 bestellten die Bălgarski Dăržavni Železnici 20 vierteilige Triebzüge mit einem Auftragswert von 500 Mio. €. Die dabei vereinbarte Option für fünf weitere Triebzüge wurde im Dezember desselben Jahres eingelöst. Die Fahrzeuge sollen für eine Höchstgeschwindigkeit von 160 km/h ausgelegt werden sowie mit ETCS Level 2 ausgerüstet werden sollen. Die Triebzüge sollen über eine Kapazität von 300 Sitzen verfügen und im Fahrgastraum über eine Klimaanlage und WLAN verfügen. Außerdem beinhaltet der Auftrag die Instandhaltung der Triebfahrzeuge über einen Zeitraum von fünfzehn Jahren.